# نظمی تبریزی
علی نظمی ادیب مشهور به نظمی تبریزی (۱ مهر ۱۳۰۶ – ۲۵ آذر ۱۴۰۲ تبریز)
از شاعران ماده‌تاریخ نویس و غزل‌سرای ایران (متولد یکم مهر ۱۳۰۵ ولی در شناسنامه، ۱۳۰۶ خورشیدی) بود. پدرش حسین‌پاشا از مبارزین مشروطه و میرشکار مظفرالدین میرزای ولیعهد در تبریز بوده. او سرودن شعر را از شانزده سالگی آغاز کرده و شاگرد ملک الشعرای بهار، محمدامین ادیب طوسی و عباسقلی‌خان وقایعی بوده است. علاوه بر شعر، آثار تحقیقی ادبی نیز از وی به چاپ رسیده که از جمله این آثار می‌توان به تذکره الشعرای منظوم و منثور «دویست سخنور» و «گلشن معانی» (شرح برخی ابیات مشکله فارسی) اشاره کرد. نظمی تبریزی قریب به سی سال با شهریار ارتباط صمیمی و نزدیک داشته و همین دوستی باعث گشت تا سال ۱۳۶۷ خورشیدی پیکر محمدحسین شهریار به دست نظمی تبریزی در مقبره الشعرای تبریز دفن شود. اخیراً شورای ارزشیابی هنرمندان کشور پس از بررسی آثار شاعران بالای ۶۰سال که دیوان اشعار آنها چاپ شده است، نظمی تبریزی شاعر دوزبانه را به عنوان پیشکسوت شعر و ادب ایران زمین معرفی کرد. نظمی تبریزی نخستین شاعر آذربایجانی در قید حیات بود که تندیس وی به دست مجسمه‌ساز معروف احد حسینی ساخته شده و در یکی از میدان‌های تبریز و در نزدیکی محل سکونت و زادگاه شاعر نصب گردیده است. وی رئیس انجمن ادبی «بزم سخن» بود که به مدت هفت سال، هر سه‌شنبه در منزل شخصی این شاعر برقرار می‌گردید. نخستین بار، اواخر سال ۱۳۹۳ خورشیدی و پس از چاپ ارج‌نامه‌ای با همین نام، از نظمی‌تبریزی به عنوان «سیمرغ غزل» یاد گردید و در بین استادان و دوستداران فراگیر شد. اصغر فردی، او را شهسوار شعر و غزل فارسی در آذربایجان گذشته و حال می‌داند.

## درگذشت
در دوران کهنسالی به جهت توجه و مراقبت مستمر نزدیکان و آشنایان، علی نظمی از سلامت جسمی و روحی خوبی برخوردار بود و دوستدارانش همواره جویای احوال وی بوده‌اند. او پس از یک دوره بیماری کوتاه‌مدت (نارسایی قلبی) و تنها چهار روز پس از بستری‌شدن در بیمارستان، صبح روز بیست و پنجم آذر ۱۴۰۲ بر اثر کهولت سن درگذشت. صفحهٔ اینستاگرامی منتسب به علی نظمی‌تبریزی، خبر فوت وی را این‌گونه به دوستدارانش اطلاع داد: «سیمرغ غزل، غزل وداع را سرود». پیکر این غزلسرا، صبح روز بیست و هشتم آذر ماه از منزل شخصی‌اش به سمت مقبره‌الشعرا تشییع و بنابر وصیتش در همان‌جا به خاک سپرده شد. نظمی هنگام فوت، ۹۷ سال داشت.

## ارتباط با سایر شعرا و ادبا
علی نظمی در طول سال‌های زندگی هنری‌اش با استادان بسیاری، نشست و برخاست داشته و با مشاهیر شعر ترکی و فارسی معاصر در داخل کشور دوست و هم‌صحبت بوده است. از جمله این شعرا و محققان می‌توان محمدحسین شهریار، هادی رنجی تهرانی، رهی معیری، سید کریم امیری فیروزکوهی، محمدعلی ناصح، محمدامین ادیب طوسی، محمدتقی جعفری، عبدالعلی کارنگ، مشفق کاشانی، محمد قهرمان، منوچهر مرتضوی، محمدرضا حکیمی، عبدالوهاب نورانی وصال، جلیل تجلیل، بیژن ترقی، سیمین بهبهانی، کریمی مراغه‌ای، توفیق سبحانی، سید حسن امین و محمدرضا شفیعی کدکنی را نام برد. استاد علی نظمی، ارتباط دوستی نزدیکی با استاد شهریار داشت و همچون وی از شاعران دوزبانهٔ کشور شناخته می‌شود.

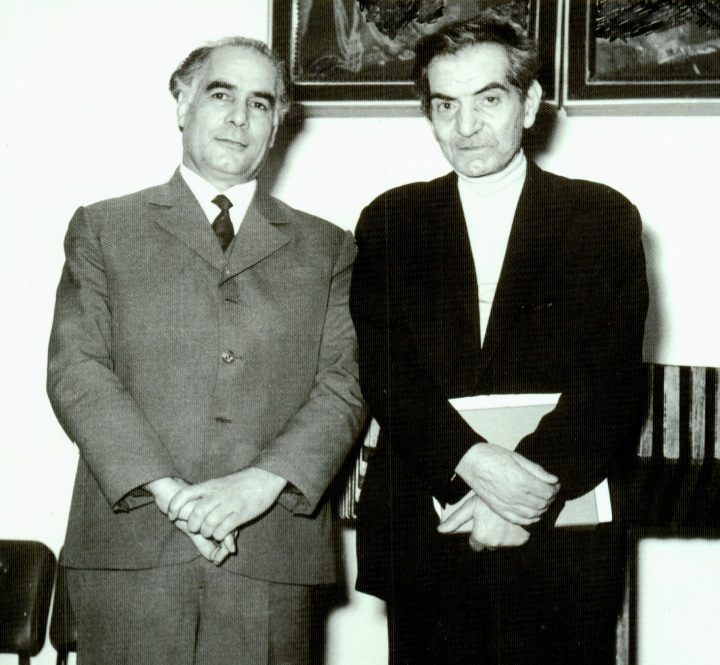
Two contemporary famous poets

کامیار عابدی در مورد نظمی تبریزی می‌نویسد: وی علاوه بر ذوق ادبی، با سخت‌کوشی و خودآموزی به مطالعه و مرور دیوان‌های شاعران کهن هم رغبت داشت. این نکته و نیز ارتباط ادبی‌اش با شاعران و ادیبانی از چند نسل، از ملک‌الشعرای بهار و محمدحسین شهریار و محمدامین ادیب‌طوسی گرفته تا شفیعی کدکنی، سبب شد که در غزلسرایی به شیوهٔ سنّتی به تبحری به‌سزا رسد. غزل‌ها و دیگر شعرهای او در چند مجموعه با مقدمه و تشویق برخی از دوستان شاعر و ادیبش مانند عبدالعلی کارنگ، سلیمان امینی، یحیی شیدا، غلامحسین بیگدلی، ناصر بقایی و نیز به کوشش چند تن از دوستداران جوانش مثل منوچهر نظمی‌تبار، محمدتقی سبکدل و بهنام فخری گردآوری و منتشر شده است. ذوقِ پرورده و مطالعهٔ مستمر ادبی از جملهٔ ویژگی‌هایی بود که سبب می‌شد او در راهنمایی چند نسل از شاعران زادبومش ادیبی تأثیرگذار به‌شمار آید.

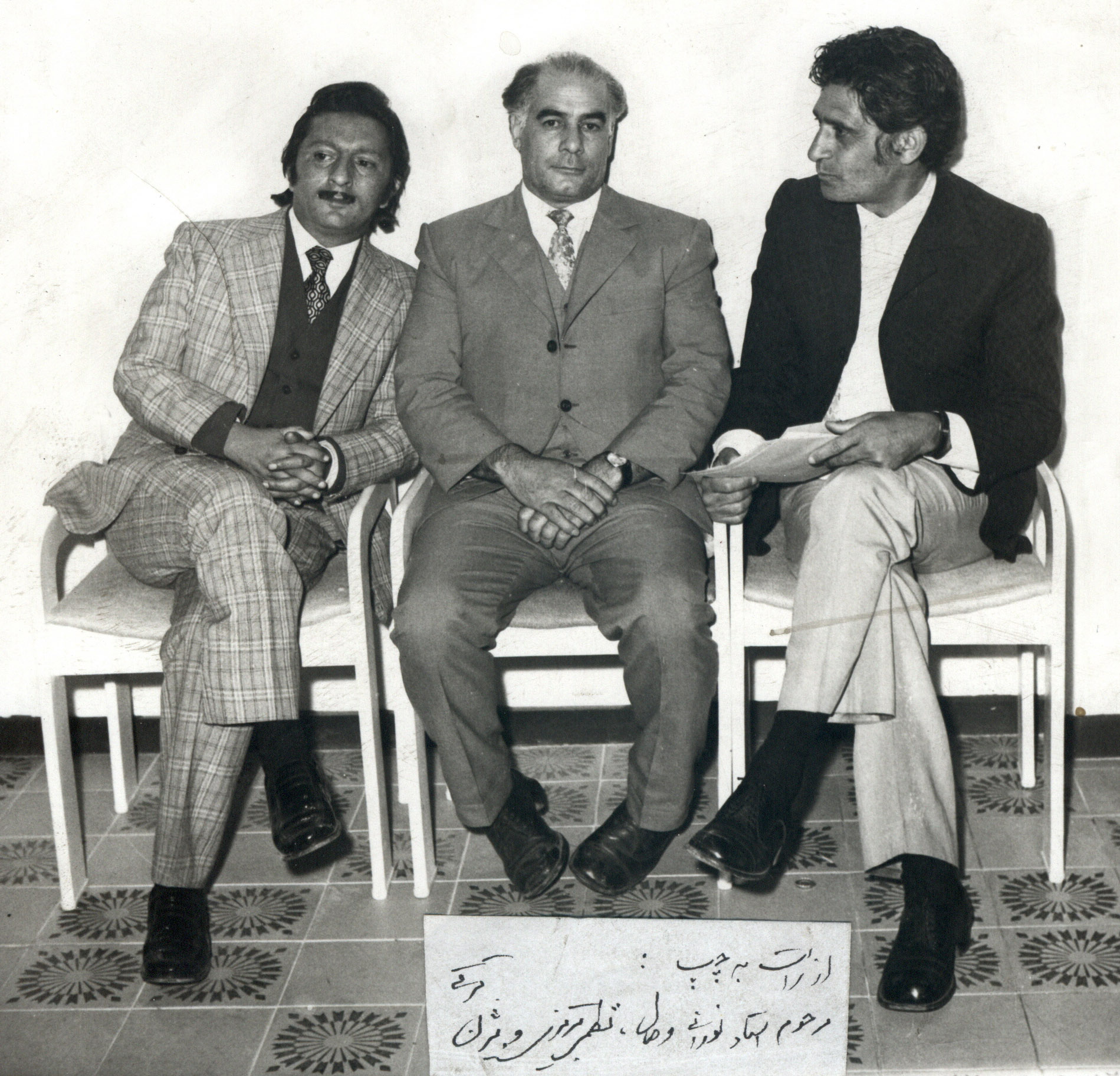
استاد نورانی‌وصال، نظمی‌تبریزی و بیژن ترقی به سال ۱۳۵۴ خورشیدی

## آثار
- هفت شهر (مجموعه اشعار) - ۱۳۵۴
- تصحیح و تدوین دیوان امینی سرابی - ۱۳۵۵
- دیوان نظمی تبریزی (جلد اول) - ۱۳۷۷، ۱۳۶۴
- دویست سخنور (تذکره‌الشعرای منظوم و منثور) - ۱۳۵۴، ۱۳۶۳، ۱۳۷۸، ۱۳۸۶
- گلشن معانی (شرح برخی ابیات مشکله فارسی) - ۱۳۶۴
- فریادهای عاشقانه (گزیده غزلیات) - ۱۳۷۰
- گلبانگ (گزیده اشعار) - ۱۳۸۵
- فروغ عمر (گزیده غزلیات، به همّت محمدتقی سبکدل) - ۱۳۸۷
- دیوان نظمی تبریزی (جلد دوم) - ۱۳۸۸
- سیمرغ غزل (ارج‌نامهٔ استاد علی نظمی تبریزی. گردآوری توسط محمدتقی سبکدل و منوچهر نظمی‌تبار) - ۱۳۹۳
- نیایش و ستایش (گزیده اشعار به انضمام ورقی چند از سروده‌های چاپ‌نشده، به همّت منوچهر نظمی‌تبار) - ۱۳۹۴
- دیوان کلیات (به کوشش بهنام فخری) - ۱۳۹۴
- در سایهٔ گل (گزیده غزلیات با مقدّمهٔ میرجلال‌الدین کزازی و پیشگفتار امیرعلی آذرطلعت، به همّت مهدی پورقربان) - ۱۴۰۲